# Нова махала (дем Сяр)
Вижте пояснителната страница за други значения на Нова махала.
 Тази статия е за селото в дем Сяр.  За селото в Солунско вижте Ени махала (дем Даутбал).  За други села на име Нова махала вижте Нова махала.
Нова махала или Ени махала (на гръцки: Πεπονιά, Пепония, до 1927 година Γενή Μαχαλάς, Йени Махалас) е село в Гърция, дем Сяр, област Централна Македония.

## География
Селото е разположено в Сярското поле на 12 километра южно от град Сяр (Серес) и на 3 километра южно от Къспикеси (Скутари).

## История

### В Османската империя
Нова махала възниква като чифлигарско селище към средата на XIX век в Сярска каза на Османската империя. По-късно българското население откупува земята от гъркинята собственичка на чифлика. В „Етнография на вилаетите Адрианопол, Монастир и Салоника“, отразяваща статистика от 1873 година, Новата махала (Novata-mahala) е представена като село в Сярска каза с 8 домакинства и 30 жители българи. В 1886 година в селото има 120 християни.
В 1891 година Георги Стрезов определя селото като част от Сармусакликол и пише:
| „ | Ени махала, чифлик на ЮИ от горното село, на разстояние около 4 часа от града. Това село е до сама Струма, та във време на наводнение плава над водата като остров. Нивята му са твърде плодовити. Къщи 45 със 180 души българе. В църквата се чете по гръцки. | “ |

Според Васил Кънчов („Македония. Етнография и статистика“) в началото на XX век Ени махала има 70 жители, всички българи християни.
В първото десетилетие на XX век населението на Нова махала е в лоното на Цариградската патриаршия. По данни на секретаря на Българската екзархия Димитър Мишев („La Macédoine et sa Population Chrétienne“) в 1905 година селото (Yeni-Mahala) е представено веднъж с 480 българи патриаршисти гъркомани и втори път с 200 българи патриаршисти гъркомани. По-късно селото минава под върховенството на Българската екзархия и в него има българско училище. В 1910 година според училищния инспектор към Българската екзархия в Сяр Константин Георгиев в Нова махала има 45 къщи и чифлик на един грък. В селото се строи нова църква, защото старата е в лошо състояние, а учител е Н. Стоянов, който обучава 35 деца (23 момчета и 13 момичета). В 1908 година по гръцки данни в селото има „270 православни гърци под български терор“.
Селяните от Нова махала се оплакват до европейските консули и властите осъждат кмета на селото.
Селото е освободено от османско владичество от Седма рилска дивизия по време на Балканската война през октомври 1912 година. При избухването на Балканската война в 1912 година един човек от Ени махала е доброволец в Македоно-одринското опълчение. През юни 1913 година по време на Междусъюзническата война селото е завзето от гръцката армия и по силата на Букурещкия договор е включено в рамките на Гърция.

### В Гърция
В 1918 година селото има 30 къщи, които се изселват в България. В 1923 година в Нова махала се заселват гръцки колонисти като землището на селото е разширено със закупуването на чифлика на изселил се в Турция бей, с отчуждени имоти на манастира „Свети Йоан Предтеча“ и със земя от пресушеното езеро Тахино.
На 4 ноември 1927 година селото е прекръстено на Пепония, в превод пъпеш. Според преброяването от 1928 година Нова махала е смесено местно-бежанско село с 34 бежански семейства със 151 души.
В 1939 година в центъра на селото е построена църквата „Свети Димитър“. В северната част на селото е църквата „Успение Богородично“.

### Преброявания
- 1913 – 376 души
- 1920 – 186 души
- 1928 – 421 души
- 1940 – 768 души
- 1951 – 759 души
- 1961 – 835 души
- 1971 – 717 души
- 1981 – 661 души
- 1991 – 602 души
- 2001 – 551 души[5]

## Личности
Родени в Нова махала
- Георги Бигиев (1868 – след 1943), български революционер
- Дине Арабаджиев (? – 1908), български революционер
- Костадин Янчев, войвода на ВМОРО
- Макис Кацавакис (р. 1953), гръцки футболист
- Тодор Каракаменов (1887 – ?), македоно-одрински опълченец, 3 рота на 13 кукушка дружина[16]

Свързани с Нова махала
- Никос Кацавакис (р. 1979), гръцки футболист